# Elvira Schalcher
Elvira Schalcher (* 26. November 1923 in Zürich; † 10. März 2018) war eine Schweizer Schauspielerin und Hörspielsprecherin.
Aus ihrer Ehe mit Peter Goldbaum ging eine gemeinsame Tochter hervor. Sie war auch Mitglied des Ensembles am Stadttheater Bern. In zweiter Ehe trug sie den Familiennamen Schalcher-Corecco. Sie lebte zuletzt in Zumikon.

## Filmografie
- 1943: Das Leben beginnt (Matura-Reise) (R: Sigfrit Steiner und Jacques Feyder)
- 1955: Die Familie Hesselbach im Urlaub (R: Wolf Schmidt)
- 1956: Das Bad auf der Tenne
- 1956: Ein Herz schlägt für Erika
- 1959: Und das am Montagmorgen
- 1960: Ich schwöre und gelobe
- 1962: Finden Sie, daß Constanze sich richtig verhält?
- 1962: Der 42. Himmel
- 1964: Gesucht: Reisebegleiter (Folge 9 aus der Reihe Das Kriminalmuseum; R: Helmut Ashley)
- 1969: Salto Mortale: Gastspiel in Prag
- 1971: Der erste Frühlingstag (R: Heribert Wenk, Axel von Ambesser)
- 1982: Video-Liebe (R: Rolf Lyssy)
- 2001: Beresina oder Die letzten Tage der Schweiz (R: Daniel Schmid)
- 2006: Feierabend (R: Alex E. Kleinberger)
- 2006: Millionenschwer verliebt

## Hörspiele
- 2000: Erosion (Autor: Lukas B. Suter; Regie; Reto Ott)